# Zhongshan (Dalian)

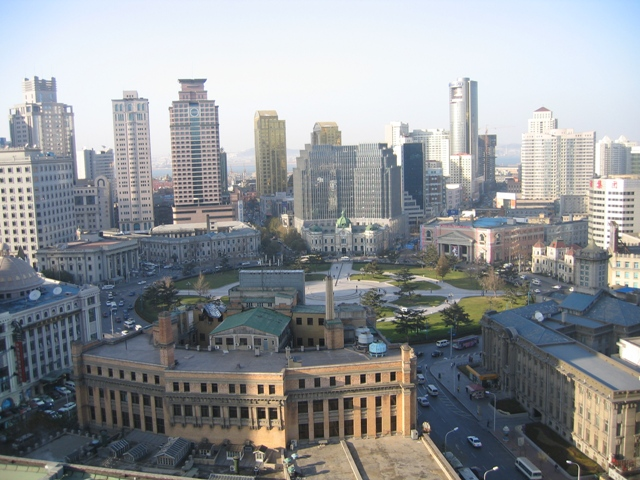
Blick auf den Zhongshan-Platz in Dalian

Der Stadtbezirk Zhongshan (中山区,  Zhōngshān Qū, übersetzt „Mittelberg-Bezirk“) ist ein Stadtbezirk der Unterprovinzstadt Dalian in der chinesischen Provinz Liaoning. Zhongshan hat eine Fläche von 57,19 km² und zählt 388.564 Einwohner (Stand: Zensus 2020), 6.794 E./km². Er liegt auf einer Halbinsel und schließt östlich an den zentralen Stadtteil Xigang an, in dem die Stadtregierung ihren Sitz hat. Beide Stadtteile sind von der hier in Straßenmitten geführten Straßenbahn erschlossen. Der Norden des Stadtbezirks ist von Häfen, City-Bereichen und dicht bebauten Wohnvierteln geprägt, der Süden waldreich und bergig, aber auch von Siedlungssträngen durchzogen.

## Administrative Gliederung
Auf Gemeindeebene setzt sich der Stadtbezirk aus acht Straßenvierteln zusammen. 